# Zernyia flavidaria
Zernyia flavidaria är en fjärilsart som beskrevs av Leo Schwingenschuss 1962. Zernyia flavidaria ingår i släktet Zernyia och familjen mätare. Inga underarter finns listade i Catalogue of Life.